# Harold K. Claypool
 (février 2021).
Pour les articles homonymes, voir Claypool.
Harold Kile Claypool (2 juin 1886 - 2 août 1958) était un représentant américain de l'Ohio, fils d'Horatio Clifford Claypool et cousin de John Barney Peterson .
Né à Bainbridge, dans le comté de Ross, dans l'Ohio, Claypool a fréquenté les écoles publiques et l'université d'État de l'Ohio à Columbus. Il s'est engagé dans le secteur de l'édition à Columbus (Ohio), et a publié Hunter and Trader Magazine. Il était juge d'homologation adjoint du comté de Ross (Ohio).
Claypool a été élu comme démocrate aux soixante-quinzième, soixante-seizième et soixante-dix-septième congrès (3 janvier 1937 - 3 janvier 1943). Il échoua à se faire réélire en 1942 au soixante-dix-huitième Congrès. Il reprit l'activité d'édition et de fournitures de bureau. Il a servi comme maréchal des États-Unis pour le district sud de l'Ohio de 1944 à 1953.
Claypool est décédé à Chillicothe (Ohio), le 2 août 1958. Il a été inhumé au cimetière Grandview, Chillicothe, comté de Ross (Ohio), aux États-Unis.

## Sources
- (en) « Harold K. Claypool », sur Biographical Directory of the United States Congress
- (en)  Cet article contient du texte publié par le Biographical Directory of the United States Congress dont le contenu se trouve dans le domaine public. La référence peut être lue ici.